# Vato
Vato è un brano rap di Snoop Dogg, primo singolo estratto dall'album Tha Blue Carpet Treatment. La canzone figura la partecipazione di B-Real, ed è prodotta dai The Neptunes.
La parola "Vato" è uno slang ispanico per "amico" o "compagno". Nella registrazione del brano per l'album è Pharrell Williams a cantare il ritornello, ma nel video e nel singolo è stato sostituito da B-Real, che è effettivamente di origini messicane e cubane.
Questa canzone fa capire che Snoop è un fan di Snoopy.

## Il video
Il video prodotto per Vato ha debuttato su BET il 30 agosto 2006. Pharrell Williams ha parlato del video di Vato dicendo non soltanto che mostrerà il lato "gangsta" del rapper, ma che affronterà il tema del conflitto razziale di Los Angeles fra afro-americani ed ispanici.
Il video è stato diretto da Philipp G. Atwell, e vede la partecipazione del rapper Frost e dell'attore Edward James Olmos.

## Tracce
CD Single
1. Vato (Radio Edit) - 4:43
2. Vato (Radio Edit #2 Extra Clean) - 4:43
3. Vato (LP) - 4:43
4. Vato (Instrumental) - 4:43

!2 Vinile
A1 Vato (Radio Edit) - 4:43
A2 Vato (Radio Edit #2) - 4:43
A3 Vato (LP) - 4:43
A4 Vato (Instrumental) - 4:43
B1 Candy (Radio Edit) - 4:29
B2 Candy (LP) - 4:29
B3 Candy (Instrumental) - 4:20
B4 Candy (Acapella) - 4:28